# 스포티즌
스포티즌은 2000년 2월14일 설립된 스포츠 마케팅 기업으로 골프, 축구, 야구, 농구, 스키 등 각종 종목의 스포츠 대회 및 이벤트 진행 대행업무로 출발해, 현재는 선수 에이전트, 스폰서십 매니지먼트, 스포츠 관련 자산 발굴 및 뉴미디어 마케팅 등 스포츠 관련 종합 비즈니스 기업으로 입지를 다지고 있다. 
Value, Focused, Thinking이라는 기업 슬로건을 바탕으로 고객의 마케팅 니즈에 적합한 스포츠 이벤트 기획과 마케팅 전략 수립, 효율적 운영, 스폰서십 관리 등 전체적이고 체계적인 스포츠 마케팅 솔루션을 제시한다.  그 중에서도 특히 이용자에 적합한 PR전략과 시각화된 창조물을 제공하는 점이 장점이다. 
유.무형의 스포츠 자산을 발굴, 개발해 새로운 비즈니스 부가가치를 창출하고 스포츠 스폰서십에 대한 과학적, 정량적 리서치 및 효과 분석 서비스를 제공함과 동시에 기존의 스포츠 사업 영역에서 벗어나 프로 선수와 스포츠 동호회, 일반인까지 대상으로 하는 전반적인 비즈니스 컨설팅, 기업의 스포츠 마케팅 전략 수립과 실행 등으로 비즈니스 모델을 확장하고 있다.
특히, 2014년 8월 벨기에 축구 구단 AFC 튀비즈를 인수해 기존 스포츠마케팅 회사들이 해오던 사업 형태에서 벗어나 새로운 모델을 구축하며 유명세를 떨치기 시작했으며, 스포츠 선수들의 능력 향상을 위해 2016년 근신경 자극을 통한 운동 능력 향상을 골자로 하는 스포츠 퍼포먼스 트레이닝 센터 엑시온 (XION)을 론칭 해 운영 중이다.
선수 에이전트 측면에서는 선수의 중.장기 플랜을 수립, 지원하고 스폰서십 계약 체결을 추진해 브랜드 가치를 극대화하기 위한 마케팅 활동을 수반한 총괄 매니지먼트 서비스를 제공한다.
대회 부문에서는 KLPGA투어 넥센-세인트나인 마스터즈 마케팅과 대회 진행 전반을 총괄하고 있으며 중국 산둥성 웨이하이에서 열린 KLPGA투어 금호타이어여자오픈 (現 아시아나항공 오픈)도 마케팅과 진행 총괄을 맡고 있다. 
선수 에이전트 분야에서 2012년 실업축구 강릉시청 소속인 김인성을 러시아 명문 CSKA모스크바로 이적시켜 명성을 쌓았고 소속 선수로는 투어프로인 노승열, 김지현, 이정민, 박지영, 정연주, 장은수, 성은정 등이 있으며, 레슨프로 김대섭, 안성현과 미디어프로 박지은 프로가 있다. 동계스포츠 선수는 평창올림픽 은메달리스트 이상호, 김호준, 김광진, 사이클 광저우 아시안게임 2관왕인 장선재 등이 있다.
국제 대회는2017년 FIFA U-20 월드컵의 시상식 총괄 운영을 비롯해 2018년 평창 동계 올림픽과 패럴림픽 시상식 및 메달 플라자를 제작하고 운영했으며, 시상식 운영 및 제작물을 총괄하기도 했다.  이 밖에도 미생의 축구 선수들을 다시 한 번 조명 받게 한 ‘청춘FC’ 헝그리 일레븐 프로그램의 기획 및 방영, 스페인의 테니스 스타 라파엘 나달의 아카데미 시스템인 나달 테니스 아카데미의 국내 마케팅도 진행 중이다.

## 연혁
- 2000년: 법인설립 (2000.02.14)
- 2000년: 핀크스컵 한일여자프로골프 대항전 컨설팅
- 2001년: 아르헨티나 1부 프로축구팀 리버플레이트와 제휴
- 2002년: '제리 맥과이어 거품걷어내기’ 발간
- 2003년: 서울월드컵경기장 활용 방안 컨설팅 계약
- 2003년: KPGA 마케팅 및 프로모션 대행 계약 체결
- 2004년: 대구 FC(Football Club) 컨설팅
- 2004년 지산 FIS 초청 국제 프리스타일 선수권 대회 운영
- 2005년: 2005/2006 KCC 이지스 효과분석, 홍보 및 마케팅 기획
- 2005년: NOKIA FIS SNOW BOARD WORLDCUP 대회 조직위원회
- 2007년: BMW Golf Cup International 2007 공식 마케팅파트너
- 2008년: 유러피언투어 '발렌타인 챔피언십'(2008~2010) 운영
- 2009년: 리서치컴퍼니 IFM SMS 업무제휴
- 2011년: KLPGA S-OIL 챔피언쉽 총괄 운영
- 2011년: SK텔레콤 오픈 총괄 운영
- 2013년: 넥센-세인트나인 마스터즈 총괄 운영
- 2014년: 벨기에 축구 구단 AFC Tubize 인수
- 2015년: 청춘FC 헝그리일레븐 기획 및 방영
- 2016년: 퍼포먼스 트레이닝 센터 엑시온 (XION) 오픈
- 2016년: 롤랑가르스 in 서울 테니스 이벤트 진행
- 2017년: 스테판 커리 라이브 인 서울 운영
- 2017년: FIFA U-20 월드컵 시상식 운영
- 2018년: 평창 동계 올림픽 메달 플라자, 시상식 총괄 운영
- 2018년: LFC World in Seoul 총괄 운영
- 2018년: 라파 나달 아카데미 한국 공식 에이전시 체결
- 2019년: 세인트나인 골프볼, 탑트레이서 레인지 시스템 마케팅 진행

## 참고 자료
- 이한수 기자 (2014년 8월 4일). “벨기에 축구팀 인수한 스포티즌은 어떤 회사인가”. 아주경제.
- 김부미 기자 (2013년 6월 14일). “스포츠 산업 메카를 찾아서 ②스포티즌‘대~한민국’ 스포츠 강국 마케팅… 우리가 이끈다”. 이투데이.
- 민기홍 기자 (2015년 10월 2일) “스포티즌, 스포츠산업 잡페어 착한 기업에 선정된 까닭은?.[깨진 링크(과거 내용 찾기)] 스포츠Q
- 유인근 기자 (2016년 10월 20일) “스포티즌, 스포츠 퍼포먼스 트레이닝 센터 ‘엑시온’ 오픈”. 스포츠서울
- 조희찬 기자 (2017년 2월 15일) “스포티즌 XION, 프로야구선수협과 업무 협약 체결”. 이데일리
- 강현지 기자 (2017년 7월 27일) “스테판 커리, ‘커리열풍’에 특급 팬서비스로 화답했다!” 점프볼
- 양동혁 기자 (2018년 2월 27일) “눈길 끈 한글 시상품, 시상대 디자인도 금메달”. 스포츠동아
- 김유미 기자 (2018년 9월 5일) “리버풀 레전드 3인방, ‘LFC World’ 행사로 첫 방한” 베스트일레븐
- 박소영 기자 (2018년 11월 8일) “스포티즌, 나달 테니스 아카데미와 공식 에이전시 계약” 중앙일보